# Metchin River
Der Metchin River, auch Maikan-nipiu-shipiss, ist ein etwa 130 km langer linker Nebenfluss des Churchill River im zentralen Südosten der Labrador-Halbinsel in der kanadischen Provinz Neufundland und Labrador. Der Fluss wird gelegentlich auch als East Metchin River oder East Metchim River bezeichnet.

## Flusslauf
Der Metchin River bildet den Abfluss des etwa 500 m hoch gelegenen Sees Disappointment Lake (Kaishikashkau). Er fließt anfangs 50 km in überwiegend westlicher Richtung. Am Oberlauf liegen die Seen Hope Lake und Kaishikashkasht. Bei Flusskilometer 84 verlässt der Metchin River einen stark verzweigten See in südlicher Richtung. Dieser See besitzt im Westen noch einen weiteren Abfluss, der zum Smallwood Reservoir strömt. Der Metchin River fließt etwa 20 km nach Südosten zu einem größeren See und wendet sich anschließend nach Südwesten. Danach durchfließt der Metchin River die beiden Seen Maikan-natuashu und Maikan-nipiss. Auf seinen letzten 35 km strömt der Metchin River in südsüdwestlicher Richtung. Bei Flusskilometer 21 überquert der Trans-Labrador Highway den Fluss. Hier befindet sich ein Abflusspegel. Etwa 1,2 km flussabwärts mündet der Wilson River von Osten kommend in den Metchin River. Weitere 1,7 km flussabwärts mündet der Tshinusheu-shipiss von rechts in den Fluss. Der Metchin River mündet schließlich 48 km ostsüdöstlich vom Wasserkraftwerk Churchill Falls in den Churchill River.

## Hydrologie
Der Metchin River entwässert ein Areal von etwa 3400 km². Am Pegel 20,5 km oberhalb der Mündung, an der Stelle, wo der Trans-Labrador Highway den Fluss kreuzt, beträgt der mittlere Abfluss 21,5 m³/s. Im Mai führt der Metchin River gewöhnlich die größte Wassermenge mit im Mittel 81,9 m³/s.

## Tierwelt
Im Flusssystem des Metchin River kommen vermutlich folgende Fischarten vor: Dreistachliger und Neunstachliger Stichling, Bachsaibling, Hecht und Arktischer Stint sowie die Saugkarpfen-Arten Catostomus catostomus (longnose sucker) und Catostomus commersonii (white sucker). Die Muskrat Falls am Churchill River verhindern eine Fischwanderung anadromer Lachse in den Metchin River. Biber, Bisamratte, Amerikanische Wasserspitzmaus und Nordamerikanischer Fischotter nutzen den Fluss als Lebensraum. Am Gewässerufer und in den Feuchtgebieten halten sich Wilsonbekassine, Großer Gelbschenkel, Gürtelfischer, Kanadagans, Mittelsäger und Odinshühnchen auf.